# Telmo Correia
Telmo Augusto Gomes de Noronha Correia (Lisboa, Campo Grande, 4 de fevereiro de 1960) é um político português. Atualmente, desempenha as funções de Secretário de Estado da Administração Interna da República Portuguesa, no governo chefiado por Luís Montenegro e de Vice-Presidente do CDS-PP.

## Biografia
É filho de Telmo Guilherme Hermínio Cardoso de Noronha Correia (Lisboa, São Sebastião da Pedreira, 21 de Novembro de 1930), em parte de ascendência britânica e macaense, licenciado em Medicina, médico, e de Maria Guilhermina Santos Paiva Faria Almeida Lopes Gomes (Leiria, Leiria (atualmente União das Freguesias de Leiria, Pousos, Barreira e Cortes), 15 de Fevereiro de 1928), médica.
Casou primeira vez em Sintra, São Pedro de Penaferrim, na Igreja de São Pedro, a 4 de Setembro de 1981, com Francisca Teresa Morais Cunha Lupi Manso (15 de Agosto de 1957), de quem tem uma filha Mafalda Lupi Manso de Noronha Correia (Lisboa, 21 de Março de 1982). Casou segunda vez em Lisboa, na 3.ª Conservatória do Registo Civil, a 12 de Dezembro de 2006, com Anabela da Encarnação Nunes Sancho (Luanda, 25 de Junho de 1973), de quem tem dois filhos Telmo Lourenço Nunes Sancho de Noronha Correia (2006) e Maria Francisca Nunes Sancho de Noronha Correia (7 de Fevereiro de 2013).
Tendo feito os seus estudos secundários no Liceu Francês Charles Lepierre, é licenciado em Direito pela Universidade de Lisboa. Foi membro do Conselho Diretivo e dirigente da Associação Académica da Faculdade de Direito de Lisboa.

## Experiência profissional e política
É advogado e docente universitário.
Deputado à Assembleia da República pelo CDS-PP entre 1999 e 2022, foi presidente do Grupo Parlamentar do CDS-PP em 2002-2005, 2007 e 2020-2022. Foi vice-presidente da Assembleia da República em 2006, vice-presidente e coordenador do Grupo Parlamentar na Comissão Assuntos Constitucionais, Direitos, Liberdades e Garantias, vice-presidente e coordenador do Grupo Parlamentar na Comissão de Economia, Inovação e Obras Públicas, vice-presidente e coordenador do Grupo Parlamentar na Comissão de Negócios Estrangeiros e Comunidades Portuguesas e coordenador do Grupo Parlamentar nas Comissões de Trabalho e Segurança Social, de Defesa Nacional e de Revisão Constitucional.
Na qualidade de deputado à Assembleia da República integrou ainda os Grupos Parlamentares de Amizade Portugal-França (vice-presidente), Portugal-Estados Unidos (vice-presidente) e Portugal-Reino Unido (vice-presidente) e presidiu aos Grupos Parlamentares de Amizade Portugal-Argentina e Portugal-Israel.
No plano internacional foi membro da Assembleia Parlamentar do Conselho da Europa, integrando, neste organismo, a Comissão de Assuntos Jurídicos e a Comissão de Monitoring, no seio da qual foi relator para a verificação de cumprimento das obrigações da Federação Russa.
Ocupou o cargo de Ministro do Turismo no XVI Governo Constitucional, em 2004-2005. Exercia este cargo quando surgiu o caso Portucale, no âmbito do qual não chegou a ser acusado, mas que decorreu do despacho que assinou, juntamente com os ministros Luís Nobre Guedes (Ambiente) e Carlos Costa Neves (Agricultura), autorizando o abate de sobreiros na Herdade da Vagem Fresca, em Benavente, para permitir a construção de um empreendimento imobiliário e agroturístico naquele local, o que o Ministério Público considerou ilegal. Em 2008, foi noticiado que Telmo Correia, enquanto ministro do Turismo, havia homologado, na madrugada anterior a abandonar o cargo, em 2005, um parecer da Inspeção-Geral de Jogos que tinha como consequência que o edifício do Casino Lisboa não seria devolvido ao Estado, como determinava a lei do jogo, e passaria antes para a propriedade da Estoril-Sol, que detinha a concessão da exploração até então. Telmo Correia negou qualquer favorecimento à Estoril Sol e afirmou que apenas havia homologado um parecer da Inspeção-Geral de Jogos, no qual alega não ter tido qualquer intervenção, tendo apenas, segundo o próprio, solicitado um parecer a essa entidade, de modo a clarificar a interpretação da lei que deveria prevalecer. Contudo, o presidente do Conselho de Administração da Estoril-Sol, Mário Assis Ferreira, referiu que a condição imposta pelo governo de José Manuel Durão Barroso, em 2003, para a construção do casino implicava o reconhecimento da propriedade do casino pela Estoril Sol, tendo Mário Assis Ferreira efetuado um requerimento ao governo que visse reconhecida a propriedade do edifício, o que foi possível apurar por escutas intercetadas pela Polícia Judiciária a uma conversa entre Mário Assis Ferreira e o membro do CDS-PP, Abel Pinheiro. O ministro Telmo Correia assinou ainda, na madrugada anterior a abandonar o cargo, 300 outros despachos. Os então ministros Paulo Portas e Luís Nobre Guedes procuravam saber o ponto de situação da decisão a tomar por Telmo Correia, tendo Paulo Portas transmitido depois a Abel Pinheiro que Telmo Correia já havia homologado o parecer.
Desempenhou diversos cargos no âmbito do poder local, designadamente vereador na Câmara Municipal de Lisboa entre 1997 e 2001, deputado Municipal em 2005-2007 e 2013-2015, membro da Assembleia de Freguesia de São Francisco Xavier em 2005-2009, e é presidente da Assembleia de Freguesia de Belém desde 2017.
Integrou também o Conselho de Reflexão Estratégica da Câmara Municipal de Oeiras.
Foi comentador televisivo na SIC Notícias (Frente-a-Frente) e na TVI. Atualmente faz comentário desportivo na BTV, Sport TV e rádio Antena1. É articulista no Novo Semanário, tendo ao longo do tempo publicado artigos em diversos órgãos de Comunicação Social, entre os quais o semanário Expresso e os diários Público, Diário de Notícias e A Capital.
Em 1977 fez um curso de formação em língua inglesa na Cambridge School, Riversdown House, em Inglaterra.
Foi membro da Comissão Nacional de Eleições em 1992-1996, período em foi também consultor jurídico na Assembleia da República, nas áreas dos Assuntos Constitucionais, Direito Laboral e Segurança Social.

## Secretário de Estado da Administração Interna
A 5 de abril de 2024, tomou posse no Palácio Nacional da Ajuda como Secretário de Estado da Administração Interna, no XXIV Governo Constitucional, liderado por Luís Montenegro.

## Funções governamentais exercidas
- XXIV Governo Constitucional
  - Secretário de Estado da Administração Interna
- XVI Governo Constitucional
  - Ministro do Turismo